# Intro (álbum de Kannon)
Intro es el tercer álbum de estudio de la banda española de rock Kannon, lanzado en el año 2004. Es el primer disco con el guitarrista Anxo Bautista, que sustituyó a Juan López. Intro fue el último LP que la banda sacaría con la discográfica Zero Records. Pablo Iglesias fue, una vez más, el productor, que también produciría el siguiente trabajo. Al igual que Imagina, fue masterizado en Masterdisk, (Nueva York).
En este disco, Kannon recupera parte de la contundencia que tuvo su primer álbum, ya que Imagina fue un trabajo algo experimental. El vocalista, Vicente Folgar, dedicó un tema a su padre ("Pa") y escribió la pista "Chaval" acerca de los atentados del 11 de marzo desde la perspectiva de una víctima.

## Lista de temas
1. "La Llave"
2. "Mi Barrio"
3. "No Puedo Respirar"
4. "Ponte a Andar"
5. "Otra Vida"
6. "Chaval"
7. "Pa"
8. "Autoconfianza"
9. "Mirando al Ayer
10. "Crece"
11. "¿Qué es el Amor?"

## Créditos
- Vicente Folgar "Cody MC" - voz
- David Álvarez - guitarra
- Anxo Bautista - guitarra
- Óscar Durán "Uka" - bajo
- Daniel de Castro "hbt. Ouzo" - batería